# Paul Rudolph (fizyk)
Paul Rudolph (ur. 1858, zm. 1935) – niemiecki fizyk, projektant obiektywów w firmach Carl Zeiss i Hugo Meyer. Zaprojektował między innymi takie obiektywy Protar (1889/90), Zeiss Planar (1896/7), Unar (1899), Tessar (1902) czy Plasmat (1918).